# Victor Lanoux
Victor Lanoux, vlastním jménem Victor Robert Nataf, (18. června 1936 Paříž – 4. května 2017 Royan) byl francouzský herec, producent, scenárista a dramaturg.

## Kariéra
Roku 1961 se setkal s Pierrem Richardem a pět let spolupracovali v pařížských kabaretech. Hrál v TNP, například v dílech Hamlet, Arturo Ui a La Folle de Chaillot.
Pro divadlo napsal hry le Tourniquet (1973), la Ritournelle (1989), Drame au concert (1994) a le Péril bleu ou Méfiez-vous des autobus (1996). V sezóně 1980–1981 hrál v Théâtre de la Ville roli Octava Moureta ve hře Au Bonheur des Dames.
Je koproducentem těchto filmů : Servante et maîtresse, Un si joli village, les Chiens.

## Filmografie
- 1965: Stará dáma se baví, režie René Allio, role: "Pierre"
- 1967: Tu seras terriblement gentille, role: "René"
- 1972: Případ Dominici, režie Claude Bernard-Aubert, role: "Gustave Dominici"
- 1972: Tři miliardy bez výtahu, režie Roger Pigaut, role: "Gino"
- 1973: Běží, běží po předměstí, režie Gérard Pirès, role: "Georges"
- 1973: Dva muži ve městě, režie José Giovanni, role: "Marcel"
- 1973: Nevím nic, ale řeknu všechno, režie Pierre Richard, role: "dělník"
- 1975: Nelítostný souboj, režie Pierre Granier-Deferre, role: "Pierre Lardatte"
- 1975: Bratranec a sestřenice, režie Jean-Charles Tacchella, role: "Ludovic"
- 1975: Pan Dupont , režie Yves Boisset, role: "silák"
- 1976: Žena u okna režie Pierre Granier-Deferre, role: "Michel Boutros"
- 1976: Záletník, režie Yves Robert, role: "Bouly"
- 1977: Vlastní minulost neznámá, role: "François"
- 1977: Un Moment d'égarement režie Claude Berri, role: "Didier"
- 1977: Záletník 2 režie Yves Robert, role: "Bouly"
- 1978: Útěk režie Gérard Oury , role: "Martial Gaulard"
- 1979: Psi, režie Alain Jessua, role: "doktor Henri Ferret"
- 1979: Takové krásné městečko, režie Étienne Périer, role: "Stéphane Bertin"
- 1979: Au bout du bout du banc, režie Peter Kassovitz
- 1980: Retour en force, režie Jean-Marie Poiré, role: "Adrien Blausac"
- 1982: Y a-t-il un Français dans la salle ?, režie Jean-Pierre Mocky, role: "Horace Tumelat"
- 1982: Bulvár vrahů, role: "Charles Vallorba"
- 1983: Stella, režie Laurent Heynemann, role: "Švýcar"
- 1983: Un dimanche de flic, režie Michel Vianey , role: "Franck"
- 1984: La Triche, režie Yannick Bellon, role: "komisař Michel Verta"
- 1984: Louisiane, režie Philippe de Broca, role: "Charles de Vigors"
- 1984: Horko, režie Yves Boisset, role: "Horace"
- 1984: Les Voleurs de la nuit, režie Samuel Fuller, role: "Inspektor Farbet"
- 1984: La Smala, režie Jean-Loup Hubert, role: "Robert"
- 1986: Místo zločinu, režie André Téchiné, role: "Maurice"
- 1989: Nenadálý host, režie Georges Lautner, role: "Charles"
- 1992: Rej výtržníků, režie Yves Robert, role: "Frank"
- 1996: Ježíšovi démoni, režie Bernie Bonvoisin, role: "Jo"
- 1996: Je m'appelle Régine, role: "otec"
- 1998: Les Grandes Bouches, režie Bernie Bonvoisin, role: "Armand"
- 2001: Reines d'un jour, režie Marion Vernoux, role: "Maurice Degombert"
- 2002: Baby Boogie

## Televize
- 1968 – Les chevaliers du ciel (televizní seriál), "Lantier"
- 1984 – Série noire (televizní seriál) : vypravěč
- 1998 – Louis la Brocante (televizní seriál)
- 1998 – Belle Grand-Mère (televizní seriál)
- 2005 – Les Courriers de la mort, "komisař Laviolette"